# Jonathan Cahn
Jonathan David Cahn (Nueva York, 22 de diciembre de 1959) es un pastor y escritor judío mesiánico estadounidense, conocido por su novela El heraldo, donde compara a Estados Unidos y a los Atentados del 11 de septiembre de 2001 con el antiguo Israel y la destrucción del Reino de Israel. Cahn ha seguido El heraldo con otros cinco libros: El misterio de la Shemitah, El libro de los misterios, El paradigma, El oráculo y El heraldo II: El regreso. El paradigma debutó en el puesto número 5 en la lista de libros más vendidos del The New York Times Best Seller list. En 2019, se publicó El oráculo: Los misterios del jubileo revelados.

## Biografía

### Vida personal
Jonathan David Cahn nació en Nueva York, Estados Unidos, el 22 de diciembre de 1959. Se crio en una familia judía, hijo de un refugiado del Holocausto, y asistía a la sinagoga con frecuencia. A los 20 años, después de una experiencia cercana a la muerte, se convirtió al cristianismo. Asistió a la Universidad Estatal de Nueva York en Purchase y estudió Historia. 
En 1989, Cahn inició Ministerios Esperanza del Mundo ("Hope of the World Ministries", HOW), un proyecto de alcance del Evangelio y compasión para los necesitados. Actualmente es el presidente de la organización y además publica la revista Sapphires Magazine y ministra a través de radio, televisión e Internet.

### Centro de Adoración Beth Israel
Cahn es el jefe de la congregación del Centro de Adoración Beth Israel cuya "liturgia se centra en Jesús como salvador". El grupo estuvo ubicado en Garfield, Nueva Jersey durante la década de 1990, pero se mudó a Wayne, Nueva Jersey en 2008. Su llegada a Wayne fue vista con sospecha por los líderes locales del judaísmo ya que "el mesianismo ha sido condenado por el clero y los líderes judíos como un manto para la misión cristiana". Con la llegada del grupo de Cahn, el centro comunitario judío YM-YWHA de North Jersey celebró un evento contra-misionero con un miembro del grupo Jews for Judaism. Cahn dijo a los periodistas que "la congregación no tiene ninguna intención de 'atacar' a la comunidad judía. Sin embargo, cualquiera es bienvenido en el centro".
The New York Times informó en 2019 que Cahn creía que el ascenso al poder del presidente Donald Trump estaba profetizado en la Biblia . En El paradigma: el proyecto original antiguo que encierra el misterio de nuestro tiempo, Cahn compara a Donald Trump con el rey Jehú, quien alejó al antiguo Israel de la idolatría. El aborto, la búsqueda de los derechos de los homosexuales y el declive percibido en el papel público de la religión fueron señales para Cahn de que Estados Unidos estaba tomando el camino equivocado.

## Libros
- 2011 El heraldo
- 2013 El heraldo, con guía de estudio
- 2014 El misterio de la Shemitah
- 2016 El libro de misterios
- 2017 El paradigma: el proyecto original antiguo que encierra el misterio de nuestro tiempo
- 2019 El oráculo: los misterios del jubileo revelados
- 2020 El heraldo II: el regreso